# Fritz von Opel
Fritz Adam Hermann von Opel (Rüsselsheim, 4 mei 1899 - Samedan, 8 april 1971) was een Duits raketpionier.
Hij was een kleinzoon van Adam Opel, de oprichter van het automerk Opel. Zijn vader, Wilhelm Albert Opel, werd als eigenaar en president van het familiebedrijf in 1917 in de erfelijke adelstand verheven en sindsdien mocht ook Fritz zich 'Von' Opel noemen. Hij werd vooral bekend om zijn spectaculaire demonstraties met raketaangedreven wagens en dat leverde hem uiteindelijk de bijnaam Raketen-Fritz op.

## Levensloop
Von Opel studeerde aan de Technische Universiteit Darmstadt, die hem in 1962 de titel Ehrensenator zou verlenen. Na zijn afstuderen werd hij in de vroege jaren twintig directeur van de testafdeling van Opel, tevens verantwoordelijk voor de publiciteit. Al snel kreeg hij interesse in het gebruik van raketten in reclamestunts voor het bedrijf. Hij won advies in van Max Valier van de nieuw gevormde Verein für Raumschiffahrt (Vereniging voor Ruimtevaart) en Friedrich Wilhelm Sander, een ingenieur en vuurwerkfabrikant uit Bremerhaven.

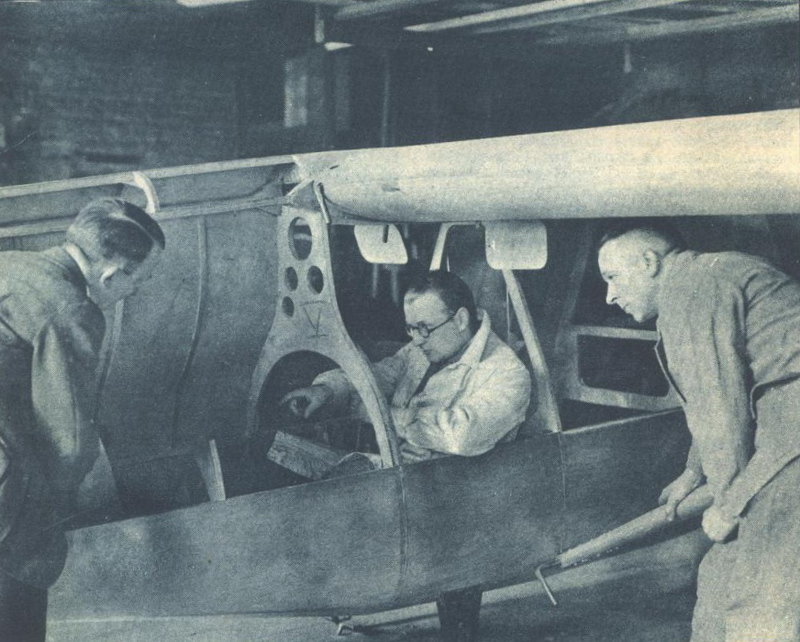
Fritz von Opel in de cockpit van het Opel-Sander RAK.1-vliegtuig

Op 15 maart 1928 testte hij zijn eerste raketaangedreven auto, de Opel-Sander Rakwagen.1. Hij behaalde daarmee een topsnelheid van 75 km/u. Reeds twee maanden later behaalde hij een topsnelheid van 230 km/u in zijn Rakwagen.2, aangedreven door 24 raketten. Later datzelfde jaar kocht hij een zweefvliegtuig met de naam Ente. Hij plaatste daarop twee raketmotoren, waarmee het op 12 juni 1928 het eerste raketvliegtuig ter wereld was. Dit vliegtuig explodeerde tijdens de tweede testvlucht. Daarop nam Von Opel zijn toevlucht tot een nieuw vliegtuig van de constructeur Julius Hatry. Met deze RAK.1 vloog hij op 30 september 1929 boven Frankfurt am Main. In de tussentijd ging het mis met de RAK.3, een raketaangedreven wagen op spoorwielen die op de rails met 30 raketten een topsnelheid van 254 km/u behaalde.
Tijdens de Tweede Wereldoorlog bevond Von Opel zich in de Verenigde Staten. Hij werd door de FBI geschaduwd op verdenking van spionage. Later werd hij geïnterneerd als burger van een vijandelijke mogendheid. Zijn vader Wilhelm von Opel had zich bij de nazi's aangesloten, hijzelf niet.
Na de oorlog verliet hij Opel, dat al sinds 1929-1931 geen eigendom meer was van zijn familie, maar van General Motors.
Von Opel schreef ook poëzie en publiceerde in 1968 een dichtbundel, Zwischen Schatten und Licht (Tussen schaduw en licht). Hij overleed, bijna 72 jaar oud, in het Zwitserse Samedan.

## Privé
Von Opel was twee keer getrouwd. In 1929 trouwde hij met de actrice en pilote Margot Löwenstein (1898-1993), die eerder gehuwd was met de acteur Kurt Sellnick. Tijdens hun huwelijk had zij spraakmakende verhoudingen met de Duitse schrijver Erich Maria Remarque en de Zwitserse schrijfster Annemarie Schwarzenbach. Na hun scheiding trouwde hij in 1947 met de Colombiaanse diplomatendochter Emita Herrán Olózaga (1913-1967). Met haar kreeg hij twee kinderen, de autocoureur Rikky von Opel (1947) en dochter Marie Christine 'Putzi' (1951-2006), die enige jaren na zijn dood in het nieuws kwam door een veroordeling wegens drugssmokkel.